# Karel Šváb
Karel Šváb (13. května 1904 Praha – 3. prosince 1952 Praha) byl československý komunistický funkcionář a představitel Státní bezpečnosti. Po komunistickém převratu se podílel na represích proti odpůrcům režimu a zejména na čistkách v KSČ. Jeho kariéra vyvrcholila v roce 1950, kdy se stal náměstkem ministra národní bezpečnosti. V rámci vnitrostranických čistek byl zatčen, jako jeden z obžalovaných v procesu se Slánským odsouzen k trestu smrti a popraven.
Jeho starší sestrou byla komunistická politička Marie Švermová, manželka komunisty Jana Švermy.

## Život

### Mládí
Pocházel z dělnické rodiny. Otec Martin Šváb byl zedník, matka se živila jako šička prádla. Starší sestra Marie se později stala komunistickou političkou. Otec se angažoval v sociální demokracii, za kterou ve volbách roku 1907 kandidoval do Říšské rady.
Později odešel otec pracovat do Německa, následoval ho i zbytek rodiny. V Německu bydleli zpočátku v Chemnitzu, poté v Sterkrade (dnes část Oberhausenu). Zde Karel Šváb absolvoval sedm tříd obecné školy, pak pracoval v muniční továrně a v dole. Vyučil se strojním zámečníkem. Na konci první světové války, v roce 1918, se v Porýní zúčastnil dělnických nepokojů.

### Počátky kariéry v KSČ
Do Prahy se vrátil v roce 1919. Vstoupil do sociální demokracie, ve straně patřil k příznivcům levicové frakce (tzv. marxistické levice). Po odtržení levice a vzniku KSČ roku 1921 se stal jejím členem. V letech 1922 až 1931 pracoval v administraci Rudého práva. Poté zastával vysoké funkce v komunistické sportovní organizaci. Na rok byl vyslán do Moskvy ke studiu na Státním tělovýchovném ústavu. Od roku 1935 až do německé okupace působil v organizacích, které pomáhaly německým uprchlíkům před nacistickým režimem.

### Věznění v koncentračním táboře
Záhy po okupaci, 25. března 1939, byl zatčen gestapem. Byl vězněn na Pankráci, v Drážďanech, Berlíně a od 19. prosince 1939 v Sachsenhausenu. V koncentračním táboře se stal členem vězeňské samosprávy, zpočátku jako tzv. stolový velitel, pod kterého spadalo zhruba třicet vězňů. V samosprávě zastávali významné pozice členové KPD, Šváb zajišťoval jejich spojení s českými komunisty. Na počátku roku 1944 povýšil do funkce Vorarbeitera v kovodílně, zde vedl asi 150 vězňů. Po pochodu smrti ze Sachsenhausenu byl 2. května 1945 osvobozen Rudou armádou.
Po osvobození ho někteří spoluvězni obvinili z nevhodného chování během působení ve vězeňské samosprávě. Tato obvinění nebyla podrobněji vyšetřována, ani neovlivnila jeho další kariéru v KSČ po válce.

### Kariéra po osvobození
Od června 1945 Šváb pracoval v sekretariátu KSČ. V roce 1946 se stal se vedoucím evidenčního odboru, vzniklého na návrh Rudolfa Slánského. Odbor fungoval jako zpravodajská služba v nekomunistických stranách Národní fronty a řídil činnost tajných členů KSČ v jejich řadách. Zvláštní pozornost věnoval získávání kompromitujících materiálů z období nacistické okupace. Později získal Šváb i funkci vedoucího bezpečnostního oddělení sekretariátu ÚV KSČ. Význam jeho pozice ve straně se postupně zvyšoval. Shromažďoval informace nejen o příslušnících armády, SNB a dalších státních orgánů, ale i o funkcionářích KSČ. Pomáhal také vytvářet nelegální propojení KSČ a bezpečnostních složek.
25. února 1948 v podvečer jako funkcionář ÚV KSČ navrhoval „pokropit samopaly“ průvod několika tisíc studentů, který se vydal k Pražskému hradu vyjádřit podporu demokracii a prezidentu Edvardu Benešovi. Josef Pavel však s takovým postupem nesouhlasil, a tak studenty v Nerudově ulici rozháněli příslušníci SNB bez použití zbraní, pouze jeden student byl zraněn na noze výstřelem pro výstrahu.
Po komunistickém převratu v únoru 1948 jeho moc dále rostla. Stal se členem bezpečnostní pětky a organizačního sekretariátu ÚV KSČ. Během roku 1949 se podílel na vyšetřování, jehož cílem bylo odhalení nepřátel uvnitř strany. To v Československu i dalších zemích sovětského bloku začalo po zatčení maďarského ministra László Rajka. Na počátku září 1949 ho Klement Gottwald vyslal do Budapešti na jednání o Rajkovi s nejvyšším maďarským představitelem Rákosim. Koncem září byl Šváb jmenován do čela zvláštní skupiny Státní bezpečnosti, která měla provádět vyšetřování v rámci KSČ. Nebyla podřízena ministerstvu vnitra, ale přímo Gottwaldovi a Slánskému. Během svého působení v StB byl Šváb odpovědný za používání nezákonných postupů, např. provokací nebo mučení, a osobně se zúčastnil výslechů s použitím násilí.
Vrcholu kariéry dosáhl Karel Šváb 5. září 1950, kdy byl jmenován náměstkem ministra národní bezpečnosti. Již na podzim 1950 ale Komise stranické kontroly obvinila představitele StB, včetně Švába, že kryjí spiklence v případu Otto Šlinga. Švábovi přitížilo také to, že ve Šlingově případu již probíhalo vyšetřování jeho sestry Marie Švermové. V prosinci nastoupil na dovolenou, 16. února 1951 byl zatčen a 4. července vyloučen z KSČ.

### Podíl na vraždě Milady Horákové
„... takhle hned zkraje, přišel mezi nás vyšetřovatel Šváb (Šváb byl v té době členem bezpečnostní komise ÚV KSČ. Jemu byly referenty předkládány vyšetřující protokoly, on určoval další postup výslechů a má nesporně zásluhu i na rozsudcích. O dva roky později byl sám odsouzen v procesu se skupinou R. Slánského a popraven) a začal na nás řvát: Nikam to nevede, vy snad myslíte prdelí a ne hlavou. Dejte si pozor, abyste se nedostali k nim ...“

### Proces se Slánským
V připravovaném vykonstruovaném procesu měli být Šling a Švermová odsouzeni jako hlavní postavy „protistranického spiknutí“ s cílem převzetí moci v KSČ a odstranění Gottwalda a Slánského. Na jaře 1951 byl scénář procesu změněn a za vůdce spiknutí byl označen Slánský.
V procesu se Slánským byl Šváb obviněn z velezrady, 27. listopadu 1952 odsouzen k trestu smrti a 3. prosince 1952 oběšen na Pankráci. Jeho poslední slova před popravou zněla: „Ať žije Sovětský svaz, ať žije Komunistická strana Československa“.
Po přezkoumání případu rehabilitačními komisemi byla prokázána nesmyslnost obvinění a 24. května 1963 byl rozsudek Nejvyšším soudem zrušen. Občansky byl Šváb rehabilitován 12. července 1963, vyloučení z KSČ zůstalo v platnosti kvůli jeho podílu na nezákonných praktikách StB.